# Hans Vogelsanger
Hans Vogelsanger (* 3. Dezember 1883 in Beggingen; † 22. September 1964 in Rüschlikon) war ein Schweizer Architekt. Gemeinsam mit Albert Maurer führte er in den 1920er und 1930er Jahren eines der führenden Architekturbüros Zürichs.
Vogelsanger studierte an der Baugewerbeschule Stuttgart und an der Hochschule in Dresden. Da er sich den Lebensunterhalt während seines Studiums selbst verdienen musste, war das Studium mehrfach unterbrochen, in Dresden arbeitete er bei seinem Lehrer Martin Dülfer. Nach seiner Rückkehr in die Schweiz 1910 war er bis 1915 bei den Gebrüdern Pfister tätig, bis er mit Maurer 1920 das eigene, bald erfolgreiche Büro in Rüschlikon eröffnen konnte.

## Vogelsanger und Maurer
Neben einer Vielzahl von Villen schuf das Büro unter anderem das Kirchgemeindehaus in Wipkingen und die Post in Oerlikon.

## Weitere Karriere
Nach dem Tod seines Partners wurde 1939 Ernst Schwerzenbach weiterer Teilhaber des Büros und 1955 der gleichnamige Sohn von Albert Maurer. Vogelsanger schied 75-jährig aus dem Atelier aus.
Das Büro erarbeitete in dieser Zeit weitere Kirchgemeindehäuser (in Rüschlikon und Höngg), das Restaurant auf der Waid am Käferberg, die reformierte Kirche in Einsiedeln und vor allem eine grosse Anzahl an Fabrik- und Betriebsgebäuden für die Migros, die über ganze Schweiz verteilt sind.

## Werke (Auswahl)
Büro Vogelsanger und Maurer
- Landhaus Gottlieb Duttweiler, Rüschlikon, 1920
- Schulhaus Liguster, Oerlikon, 1922–24
- Landhaus zum Thurm, Erlenbach, 1924–25[1]
- Schulhaus, Grafstal, 1926–27
- Postgebäude, Oerlikon, 1927
- Geschäftshaus Augustinergasse, Zürich, 1927
- Schulhaus, Wetzikon, 1928–29
- Kirchgemeindehaus Wipkingen, Zürich, 1930–32
- Zeilenhäuser, Zürich, 1931
- Villa Maurer, Rüschlikon, 1932
- Villa Stünzi, Horgen, 1933
- Wohnhaus im Steinlig, Bassersdorf, 1933
- Reformierte Kirche Birmenstorf, 1933–34
- Villa Wach, Kilchberg, 1934
- Wohnhaus Pfister-Leuthold, Rüschlikon, 1935

Nach 1935
- Restaurant Waid, Zürich
- Bezirks- und Gerichtsgebäude, Hinwil
- Kirchgemeindehaus, Rüschlikon
- Kirchgemeindehaus, Zürich-Höngg
- Abdankungskapelle, Rüschlikon
- Reformierte Kirche, Einsiedeln
- Gemeindebauten, Hinwil